# Maksim Cyhalka
Maksim Uladzimiravič Cyhalka, traslitterato anche Maxim Tsigalko (in bielorusso Максім Уладзіміравіч Цыгалка?; Minsk, 27 maggio 1983 – 25 dicembre 2020), è stato un calciatore bielorusso.

## Biografia
Era fratello gemello di Jurij Cyhalka, che ha militato come portiere in Bielorussia, Kazakistan e Romania.
Divenne particolarmente famoso perché considerato il giocatore più forte di tutti i tempi nella serie di videogiochi di Football Manager.
È deceduto il 25 dicembre 2020.

## Carriera

### Club
Nella sua carriera vestì le divise di diverse formazioni, tra cui Dinamo Minsk e Naftan Navapolack (Bielorussia), Kaisar Kyzylorda (Kazakistan) e Banants (Armenia), squadra con la quale ha collezionato una presenza in Coppa UEFA 2008-2009. L'ultima squadra in cui giocò è stata il Savit Mogilev di Mahilëŭ, formazione che nel 2008 militava nel campionato di Premier League bielorusso, ma che nel 2009 si è sciolta.
Si ritirò a soli 26 anni per le conseguenze di un grave infortuno al ginocchio occorsogli tre anni prima.

### Nazionale
Ha partecipato agli Europei Under-21 del 2004 ed ha disputato due gare con la nazionale maggiore, entrambe contro l'Uzbekistan, realizzando una rete all'esordio.

## Palmarès

### Club

#### Competizioni nazionali
- Campionato bielorusso: 1

Dinamo Minsk: 2004
- Coppa di Bielorussia: 1

Dinamo Minsk: 2003

## Statistiche

### Cronologia presenze e reti in nazionale
| Cronologia completa delle presenze e delle reti in nazionale ― Bielorussia | Cronologia completa delle presenze e delle reti in nazionale ― Bielorussia | Cronologia completa delle presenze e delle reti in nazionale ― Bielorussia | Cronologia completa delle presenze e delle reti in nazionale ― Bielorussia | Cronologia completa delle presenze e delle reti in nazionale ― Bielorussia | Cronologia completa delle presenze e delle reti in nazionale ― Bielorussia | Cronologia completa delle presenze e delle reti in nazionale ― Bielorussia | Cronologia completa delle presenze e delle reti in nazionale ― Bielorussia |
| Data                                                                       | Città                                                                      | In casa                                                                    | Risultato                                                                  | Ospiti                                                                     | Competizione                                                               | Reti                                                                       | Note                                                                       |
| -------------------------------------------------------------------------- | -------------------------------------------------------------------------- | -------------------------------------------------------------------------- | -------------------------------------------------------------------------- | -------------------------------------------------------------------------- | -------------------------------------------------------------------------- | -------------------------------------------------------------------------- | -------------------------------------------------------------------------- |
| 2-4-2003                                                                   | Minsk                                                                      | Bielorussia                                                                | 2 – 2                                                                      | Uzbekistan                                                                 | Amichevole                                                                 | 1                                                                          | 46’                                                                        |
| 30-4-2003                                                                  | Tashkent                                                                   | Uzbekistan                                                                 | 1 – 2                                                                      | Bielorussia                                                                | Amichevole                                                                 | -                                                                          | 67’                                                                        |
| Totale                                                                     |                                                                            | Presenze                                                                   | 2                                                                          |                                                                            | Reti                                                                       | 1                                                                          |                                                                            |